# Chapmannia
Chapmannia là một chi rau đậu thuộc họ Fabaceae. 
Nó gồm các loài:
- Chapmannia gracilis
- Chapmannia reghidensis
- Chapmannia sericea
- Chapmannia tinireana